# Greet Samyn
Greet Samyn (Ardooie, 1978) is een Belgische presentatrice bij radio Klara.

## Leven en werkzaamheden
Greet Samyn studeerde in 2000 af als ‘meester in de dramatische kunst, optie woordkunst’ aan het Lemmensinstituut in Leuven. Eén jaar na het beëindigen van haar woordopleiding behaalde ze ook een eerste prijs klarinet aan datzelfde Lemmensinstituut.  
In 2001 werd ze een van de stemmen bij Klara en zo kon ze haar twee passies combineren: muziek en woord. Sindsdien presenteerde ze verschillende programma’s voor de cultuurzender: de Kunstkaravaan, Sanssouci, Round Midnight, Django, Promenade, Maestro, Klara Weekend, Klara Serveert en de Klara TOP 100. Op dit ogenblik is zij de vertrouwde stem van het ochtendprogramma Espresso, elke morgen tussen 6 en 9.
Zij is bovendien een graag geziene presentatrice op culturele evenementen. Op het Klarafestival, het Gent Festival van Vlaanderen en concerten van Brussels Philharmonic in Flagey is zij al jaren de vertrouwde gastvrouw. Ook het Concertgebouw Brugge, KU Leuven en UGent doen regelmatig een beroep op haar kunde en passie voor presentatie.
Daarnaast sprak zij als voice-over tal van audioguides, reclamespots en bedrijfsfilms in: voor Van Dale, De Nationale Loterij, het Groeningemuseum in Brugge en het Museum voor Schone Kunsten in Gent. 

## Studies
- Dramatische kunst, optie woordkunst, Lemmensinstituut in Leuven.
- Eerste prijs klarinet, Lemmensinstituut

## Programma's
- Kunstkaravaan (2006-2010), een programma rond erfgoed en tentoonstellingen
- Sanssouci (2011-2013) op zaterdagvoormiddag, een weekendprogramma vol cultuurtips
- Klara Weekend (2013-2017)
- Uit de Duizend (2017-2018)
- Klara Serveert (2018-heden)
- Espresso (2020-heden)